# Nuevos Horizontes Business Center
Nuevos Horizontes Business Center es un edificio de oficinas en la ciudad de San Pedro Sula, en Honduras, específicamente en la Colonia Rancho el Coco. Su construcción comenzó en 2016, y se inauguró en el 2019. Actualmente es el edificio más alto de Honduras con 35 pisos y una altura de 135 metros con la nueva ampliación.

## Descripción de la obra
Nuevos Horizontes Business Center es un edificio que fue construido por el grupo hondureño Inmobiliaria Nuevos Horizontes, el edificio consiste en 35 niveles con 135 metros de altura. Al principio el edificio solo tenía 30 pisos, pero debido a la alta demanda de espacios corporativos en la ciudad, se incrementó a 35 niveles. A principios de 2016 comenzó la construcción del edificio y finalizó en el 2019. 

## Récord de altura
Esta torre, por su altura, se convirtió en el edificio más alto de Honduras a la fecha y la segunda más alta de Centroamérica (excluyendo a Panamá), ya que superó en altura a la Torre Igvanas Tara Eco City en San Pedro Sula, Honduras. 

## Anexos
- Anexo:Edificios más altos de Centroamérica
- Anexo:Edificios más altos de Honduras
- Anexo:Países por altura máxima de rascacielos